# Peter Francke
Peter Francke (* 4. Februar 1897 in Berlin; † Anfang Januar 1978 in München; gebürtig Kurt Hohoff; auch Peter Kurt Hohoff) war ein deutscher Schriftsteller und Drehbuchautor.

## Leben
Nach seinem Einsatz im Ersten Weltkrieg holte er 1920 sein Abitur nach und wurde 1921 Redaktionsleiter der kurzlebigen antisemitischen Zeitschrift Der Spiegel. Anschließend arbeitete er als Bürosekretär und später Bürochef für Sommerbühnen, außerdem für das Berliner Schillertheater.
Am Stadttheater von Bamberg fungierte er ab 1924 als Dramaturg, Theaterregisseur und stellvertretender Direktor. 1926 kam Hohoff an das Zentral-Theater in Magdeburg, und in der Spielzeit 1927/28 war er Bürochef der Sommerdirektion am Wilhelma Theater in Danzig.
1928 beendete er seine Theatertätigkeit, legte sich den Künstlernamen Peter Francke zu und fing an, Romane zu schreiben. Mit dem Machtantritt der Nationalsozialisten 1933 erhielt der als regimekonform geltende Francke Gelegenheit, Filmdrehbücher zu verfassen. Seine Werke, häufig in Zusammenarbeit mit Kollegen wie Emil Burri, boten meist unpolitische Kinounterhaltung, wie sie im Deutschen Reich von 1933 bis 1945 üblich war. Nach Kriegsende setzte er seine Arbeit beim bundesdeutschen und österreichischen Film fort.
Peter Francke war von 1949 bis zu seinem Ausschluss 1953 Mitglied der österreichischen Freimaurerloge Gleichheit.

## Werke
- Was weißt denn Du von mir - ! Roman. Peter J. Oestergard, Berlin 1932.
- Weil ich dich liebe, muß ich lügen. Roman. Avalun Verlag, Hellerau bei Dresden 1933.
- Die Frau in tausend Masken. Roman einer Spionin. Ullstein, Berlin 1934.
- Sehnsucht nach der Einen. Roman. Leipzig, Rekord-Verlag, Leipzig 1934.
- Über die Rumlinie. Abenteuer-Roman. Kulturelle Verlagsges., Berlin 1935.
- Ein unbeschriebenes Blatt. Komödie in einem Vorspiel und drei Akten. Als Manuskript veröffentlicht. Die Drehbühne, Berlin-Wilmersdorf 1943.
- Gottes Engel sind überall. Roman. Erwin Cudek Verlag, Wien 1947.
Der Roman war Vorlage für das von Francke und Kurt Heuser verfasste Drehbuch zum gleichnamigen Film (1948).
- Unter dem Sternenzelt ... Lied für den Film Ferien vom Ich. Musik von Marc Roland. Schott, Mainz 1947.
- Kommt der Frühling ins Land. Lied. Musik von Franz R. Friedl. Wiener Boheme-Verlag, Wiesbaden 1954.

Als Herausgeber
- Lob des Reisens. Sanssouci Verlag, Zürich 1972.
- Lob des Fahrrads oder „Not lehrt Treten“. Sanssouci-Verlag, Zürich 1974, ISBN 3-7254-0272-8.

## Filmografie
- 1933: Die schönen Tage von Aranjuez
- 1933: Adieu les beaux jours
- 1933: Drei blaue Jungs – ein blondes Mädel
- 1934: Die Stimme der Liebe
- 1934: Die große Chance
- 1934: Der Meisterboxer
- 1934: Grüß’ mir die Lore noch einmal
- 1934: Ferien vom Ich
- 1935: Der Klosterjäger
- 1935: Held einer Nacht
- 1935: Wunder des Fliegens
- 1935: Die Heilige und ihr Narr
- 1936: Schloß Vogelöd
- 1936: Stadt Anatol (auch franz. Vers. Puits en flammes)
- 1936: Donaumelodien
- 1937: Die glücklichste Ehe der Welt
- 1938: Dreizehn Mann und eine Kanone
- 1938: Kameraden auf See
- 1938: Nanu, Sie kennen Korff noch nicht?
- 1939: Wasser für Canitoga (nur Drehbuchadaption)
- 1939: Eine Frau wie Du
- 1939: Der Gouverneur
- 1940: Das Fräulein von Barnhelm
- 1940: Golowin geht durch die Stadt
- 1941: Was will Brigitte?
- 1941: Kameraden
- 1942: Geliebte Welt
- 1944: Ich brauche dich
- 1944/49: Philine
- 1944/50: Die Schuld der Gabriele Rottweil
- 1945: Ein Mann wie Maximilian
- 1948: Gottes Engel sind überall
- 1948: Maresi
- 1950: Gute Nacht, Mary
- 1952: Toxi
- 1952: Ferien vom Ich
- 1952: Karneval in Weiß
- 1953: Sterne über Colombo
- 1954: Heideschulmeister Uwe Karsten
- 1954: Die Gefangene des Maharadscha
- 1954: Frühlingslied
- 1956: In Hamburg sind die Nächte lang
- 1956: Stimme der Sehnsucht
- 1957: Liebe, wie die Frau sie wünscht
- 1966: Lautlose Waffen (The Defector)